# Musiikkituottajat
La Musiikkituottajat (precedentemente conosciuta come Suomen Ääni- ja kuvatallennetuottajat ÄKT) è un'organizzazione dei produttori di registrazione attivi in Finlandia, che conta come membri 23 etichette discografiche.

## Attività
Lo scopo dell'association è quello di "migliorare la situazione politico-culturale e di protezioni legali di produzione discografica, sviluppare la distribuzione e la produzione di registrazioni e video musicali e partecipare a governare e vigilare i diritti di produzione". Musiikkituottajat è il rappresentante finlandese della International Federation of the Phonographic Industry (IFPI). Inoltre è anche uno dei tre membri associati di Gramex.
Da 1994, Musiikkituottajat è stato responsabile per la composizione della classifica ufficiale dei prodotti discografici, la Suomen virallinen lista. L'elenco veniva stilato in collaborazione con la Yleisradio fino al tardo 2009. L'associazione governa i codici ISRC utilizzati in Finlandia e tiene anche conto delle migliori vendite di tutti i prodotti discografici pubblicati in Finlandia, certificando i vari prodotti con dischi d'oro e di platino.

### Certificazioni di vendita
Nel certificare i dischi venduti in Finlandia, la Musiikkituottajat tiene conto sia delle vendite fisiche che di quelle digitali. Le certificazioni ottenute dalla Musiikkituottajat e i loro limiti di vendita sono i seguenti:

#### Album
- Oro: 10.000
- Platino: 20.000
- Doppio platino: 40.000
- Triplo platino: 60.000
- (ecc.)

Nota: La soglia utilizzata per certificare gli album pubblicati dagli artisti che risiedono in Finlandia è quella in vigore dal 1º gennaio 2010, mentre quella utilizzata per certificare gli album pubblicati da artisti stranieri è quella in vigore dal 1º gennaio 2008. I livelli doppio, triplo e multiplatino sono stati introdotti nel 1989.

#### Singoli, EP e DVD
- Oro: 5.000
- Platino: 10.000
- Double platino: 20.000
- (ecc.)

Nota: Le certificazioni per i video sono state introdotte nel giugno 2004. La soglia utilizzata per certificare gli EP è quella è in vigore dal 1º gennaio 2010.

#### Livelli di certificazione (timeline)
La certificazione per i dischi è stata introdotta in Finlandia nel settembre 1971.

#### Album
Oro
| Certificazione | Prima di luglio 1973 | Prima di ottobre 1975 | Prima di gennaio 1994 | Prima di gennaio 2001 | Prima di gennaio 2010 | Da gennaio 2010 |
| -------------- | -------------------- | --------------------- | --------------------- | --------------------- | --------------------- | --------------- |
| Oro            | 20.000               | 15.000                | 25.000                | 20.000                | 15.000                | 10.000          |

Platino
| Certificazione | Prima di gennaio 1989 | Prima di gennaio 1994 | Prima di gennaio 2001 | Prima di gennaio 2010 | Da gennaio 2010 |
| -------------- | --------------------- | --------------------- | --------------------- | --------------------- | --------------- |
| Platino        | 100.000               | 50.000                | 40.000                | 30.000                | 20.000          |

Diamante
| Certificazione | Dall'ottobre 1975 al 31 dicembre 1988 |
| -------------- | ------------------------------------- |
| Diamante       | 50.000                                |

#### Singoli
Oro
| Certificazione | Prima del 1º gennaio 1991 | Dal 1º gennaio 1991 |
| -------------- | ------------------------- | ------------------- |
| Oro            | 10.000                    | 5.000               |

Platino
| Certificazione | Dal 1º gennaio 1994 |
| -------------- | ------------------- |
| Platino        | 10.000              |

## Storia
L'organizzazione nasce nel 1970 sotto il nome di Äänilevytuottajat ("Produttori Discografici del Suono"). Prima del 1970, le aziende del settore sono state sindacalizzate nella Soitinalan Tuottajaliitto ("Organizzazione dei Produttori di Strumenti Musicali"). Nel 1982, l'organizzazione prende il nome di Suomen Ääni- ja kuvatallennetuottajat ÄKT, la quale è divenuta l'attuale Musiikkituottajat il 26 agosto 2010.

## Eventi
La Musiikkituottajat organizza i seguenti eventi annuali:
- Emma gaala per gli artisti di maggior successo e professionisti dell'anno
- Muuvi Awards per i migliori video musicali dell'anno

In aggiunta, la Musiikkituottajat organizzava gli JANNE Awards per le migliori produzioni di musica classica. Essa è stata cancellata nel 2002, ma a partire dal 2006 è stata reintrodotta ed incorporata negli Emma Awards.

## Amministrazione

### Direttori
- Arto Alaspää – direttore dal 1975 al 2009[4]
- Lauri Rechardt – direttore dal 2010[4]

### Consiglio di amministrazione
A marzo 2011, il consiglio di amministrazione include:
- Presidente: Niko Nordström (Warner Music)
- Vice presidente: Epe Helenius (Sound of Finland)

Membri:
- Jarkko Nordlund (Ratas Music Group)
- Joose Berglund (Universal Music Group)
- Juha Ruuska (Stupido Records)
- Kimmo Valtanen (KSF Entertainment Group)
- Markku Takkunen (Sony Music Entertainment)
- Tapio Korjus (EMI)
- Tom Pannula (Rockadillo, IndieCo)
- Playground Music Bam